# Monti Maya
I monti Maya sono una catena montuosa del Belize e del Guatemala orientale.

## Descrizione
I picchi più alti sono Doyle's Delight di 1124 metri e Victoria Peak di 1120 metri. I monti Maya e le sue pendici contengono numerose importanti rovine Maya tra cui i siti di Lubaantún, Nim Li Punit, Cahal Pech e Chaa Creek. La più grande area naturale protetta della catena montuosa è il santuario del bacino del Cockscomb.

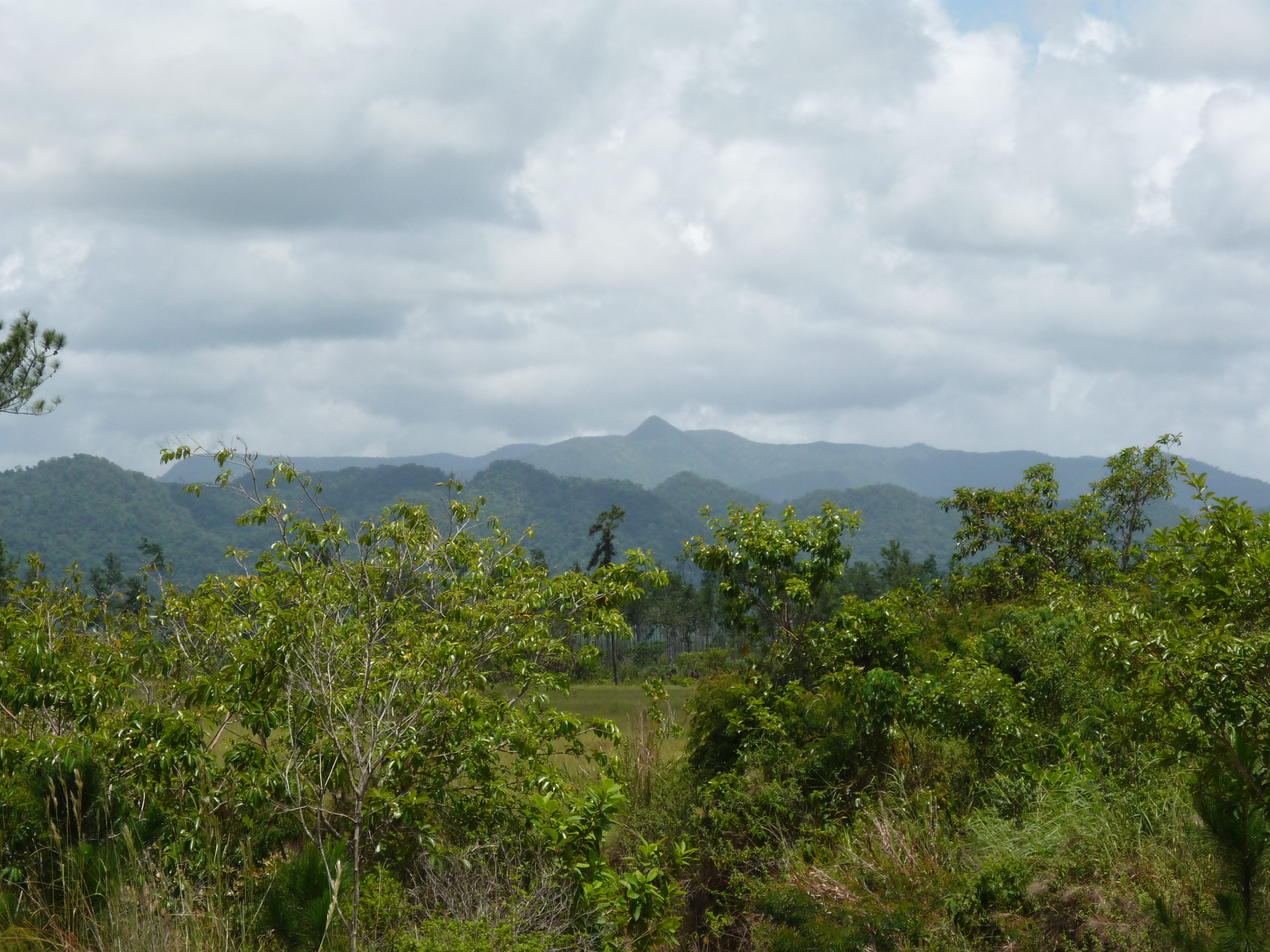
Monti Maya con al centro il Victoria Peak